# ذلب طويل الأزهار
ذلب طويل الأزهار (الاسم العلمي:Sansevieria longiflora) هو نوع من النباتات يتبع جنس الذلب من الفصيلة الهليونية.